# Saint-Germain (Meurthe-et-Moselle)
Saint-Germain település Franciaországban, Meurthe-et-Moselle megyében. Lakosainak száma 157 fő (2022. január 1.). Saint-Germain Chamagne, Loromontzey, Villacourt és Charmes községekkel határos.

## Népesség
A település népessége az elmúlt években az alábbi módon változott:
| Lakosok száma | 124  | 116  | 141  | 147  | 157  | 160  | 158  | 155  | 154  | 157  |
|               | 1968 | 1982 | 1990 | 2006 | 2013 | 2015 | 2017 | 2019 | 2020 | 2022 |